# Gaylussacia pulchra
Gaylussacia pulchra là một loài thực vật có hoa trong họ Thạch nam. Loài này được Pohl mô tả khoa học đầu tiên năm 1830.